# George Cayley

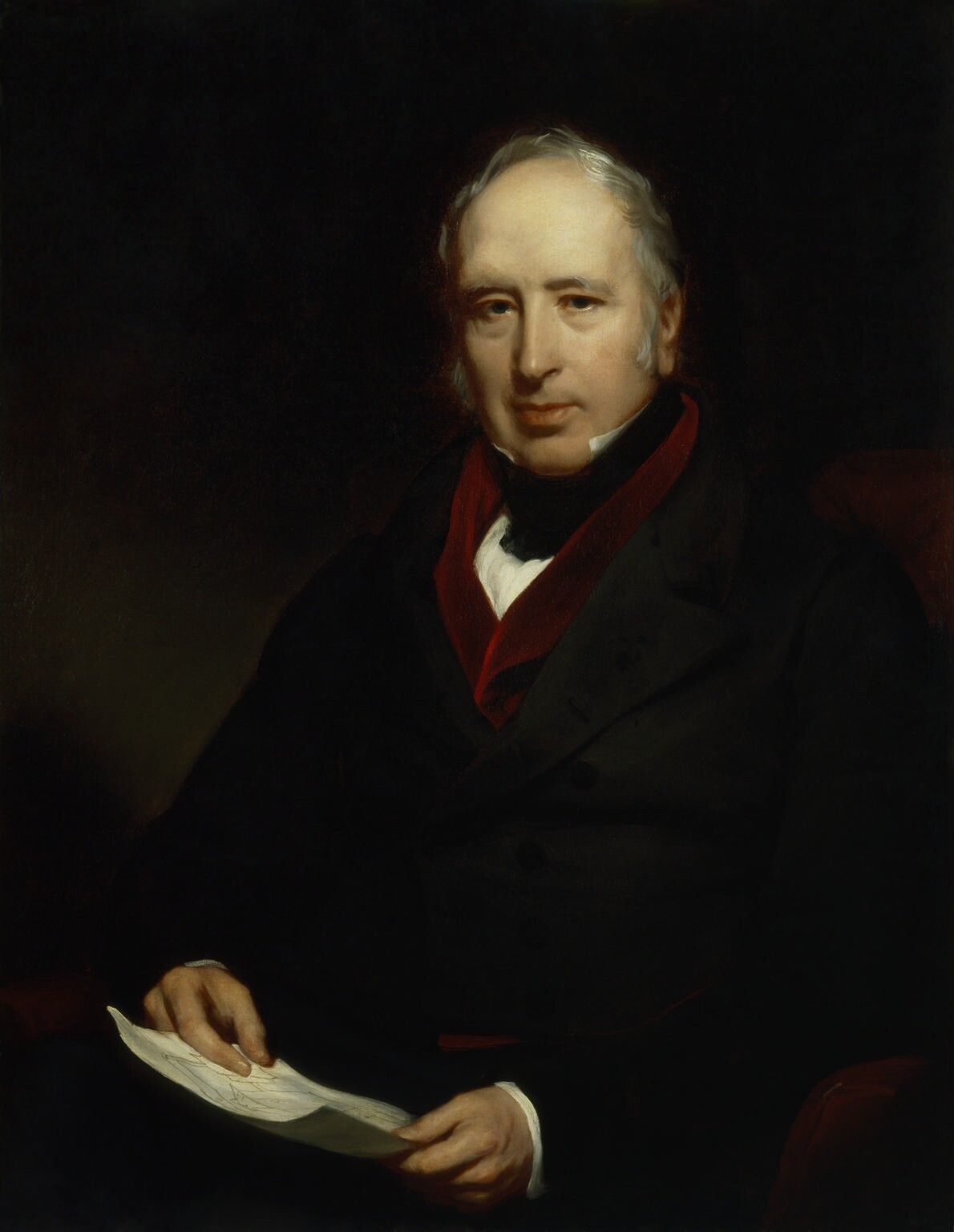
George Cayley

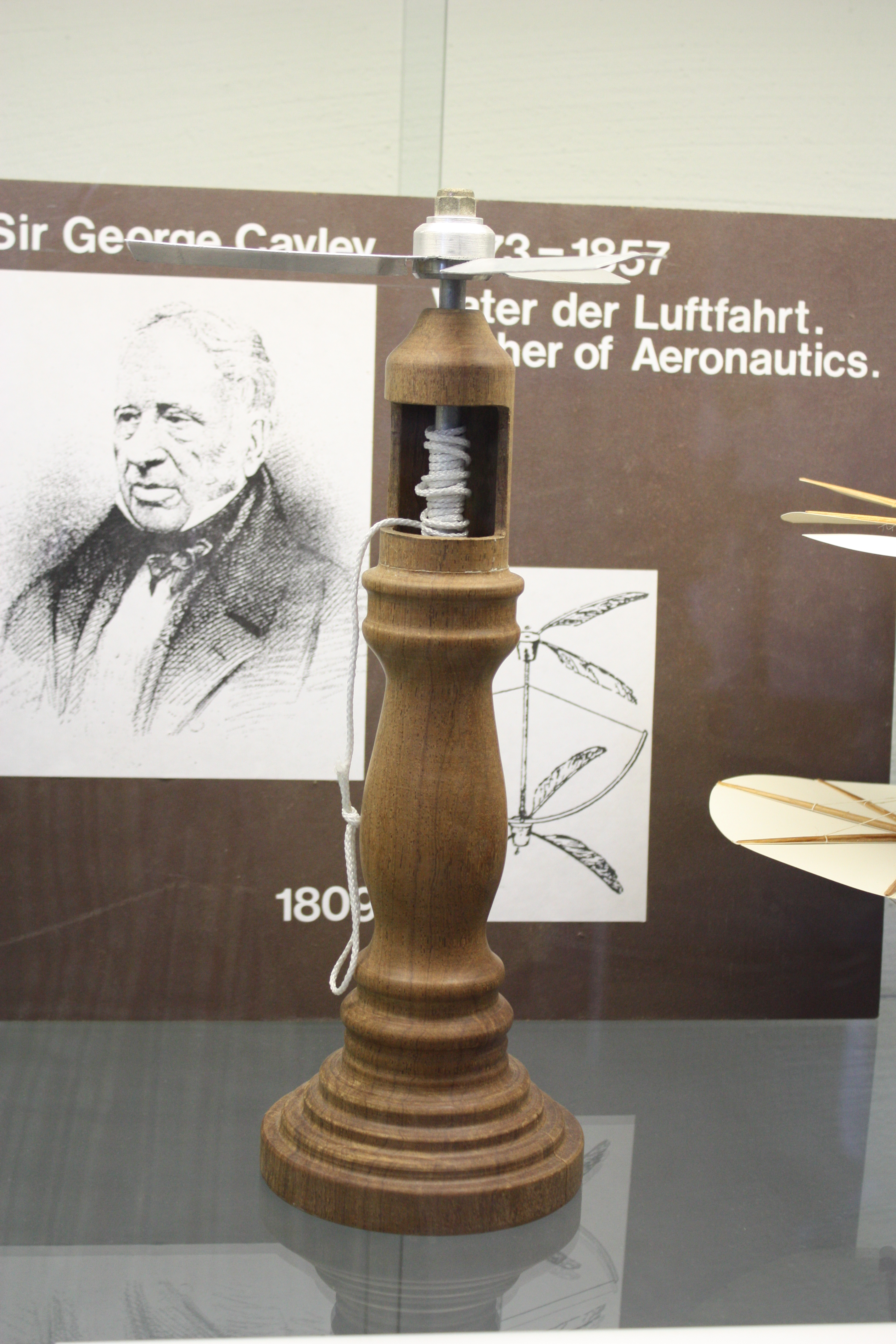

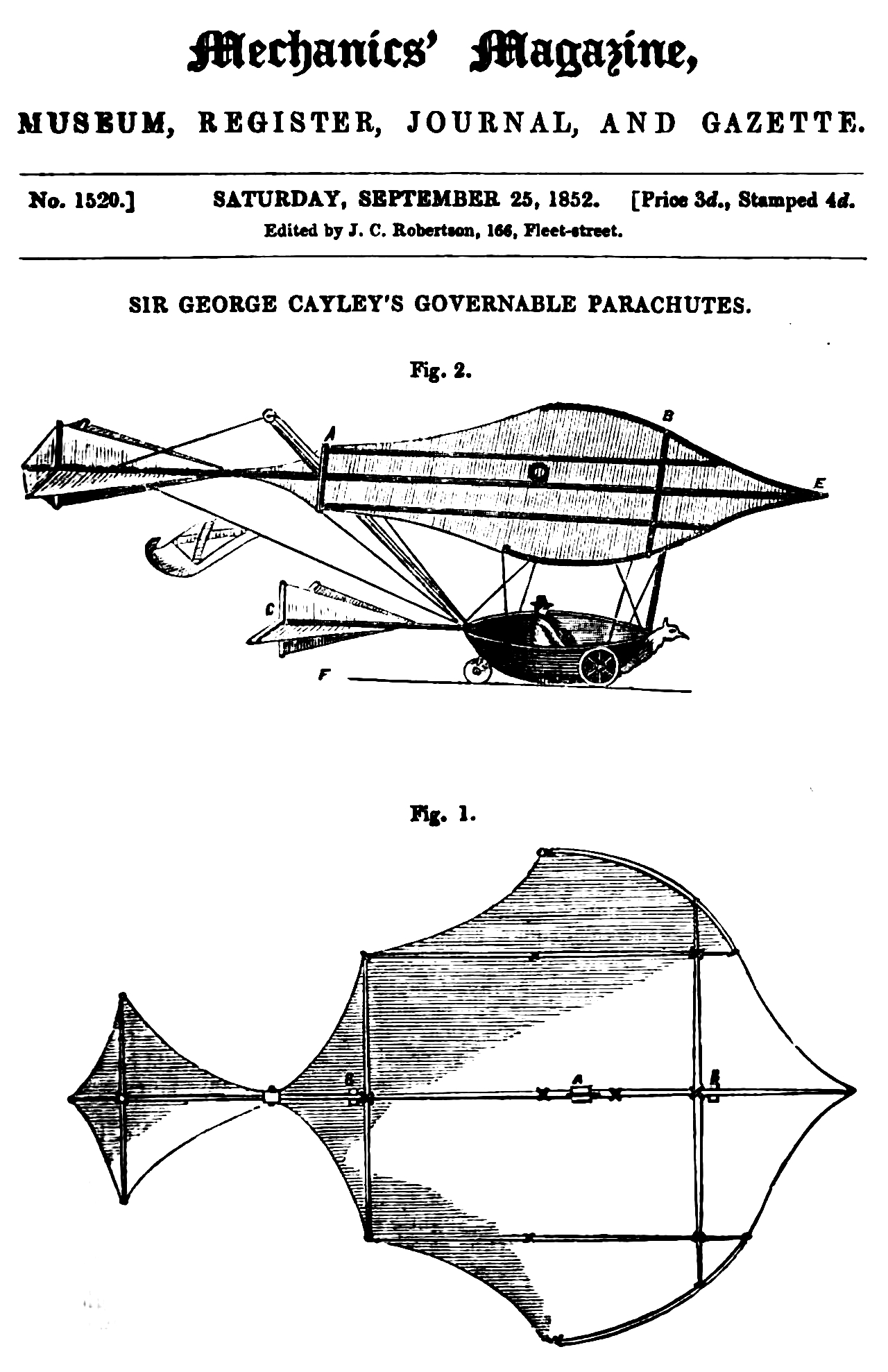
Plannen van een zweefvliegtuig gepubliceerd in Mechanics' Magazine.

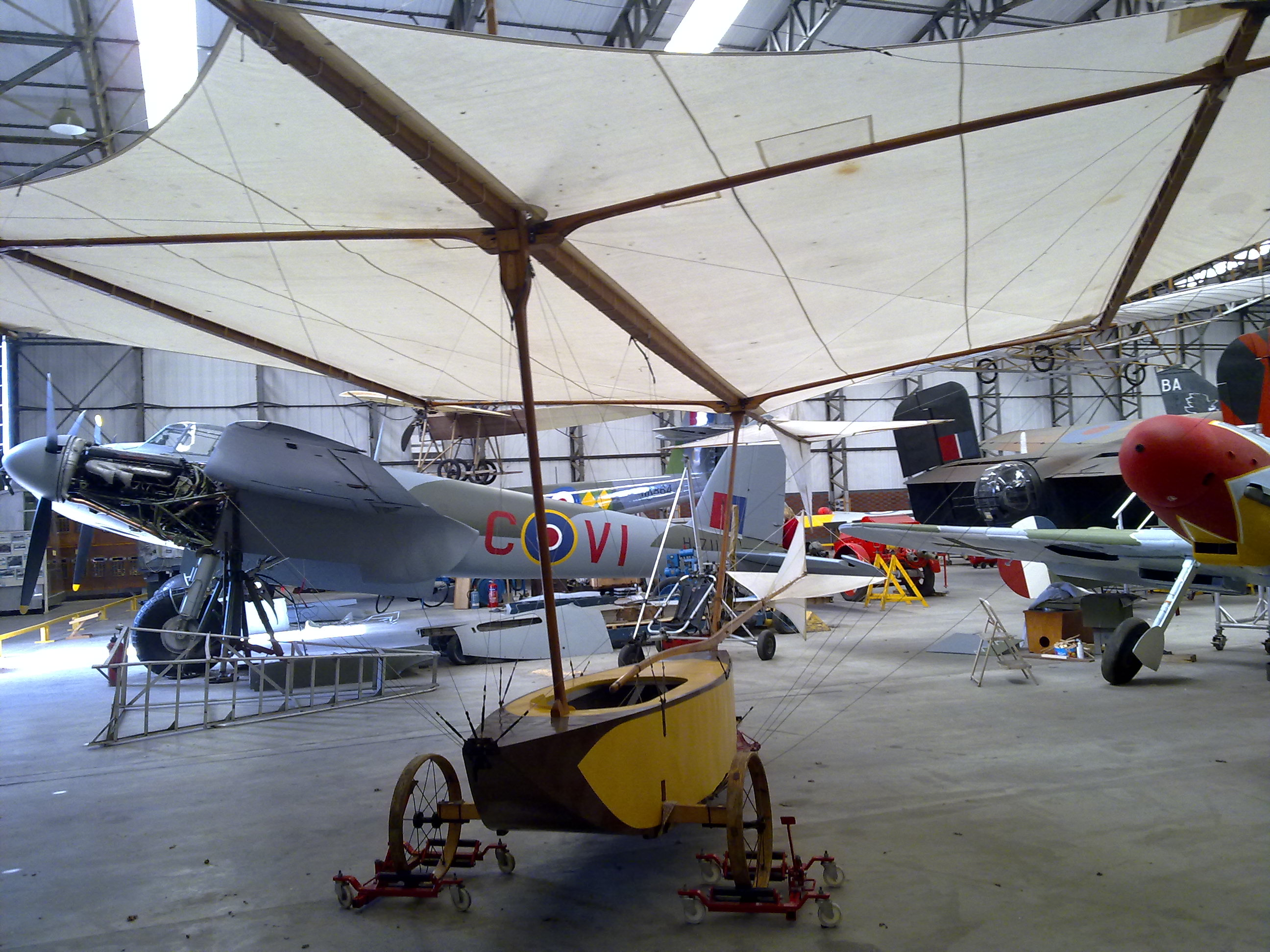

George Cayley (27 december 1773 – 15 december 1857) was een Britse luchtvaartpionier. Hij wordt weleens 'de vader van de Britse luchtvaart' genoemd.
Hij publiceerde in 1809 de studie On Aerial Navigation waarin hij een aantal voorwaarden voor het vliegen uiteenzet. Hij zette zich bijvoorbeeld af tegen de idee van een ornitopter, een vliegtuig dat zich voortbeweegt door met de vleugels te klapwieken. In plaats daarvan pleitte hij voor aerodynamisch vliegen, oftewel het glijden door de lucht met vaste, liftgenererende vleugels en voortgedreven door een motor. Hiermee introduceerde hij als eerste de basisconfiguratie van moderne vliegtuigen.
In 1824 heeft Cayley de rupsband (de zogenaamde caterpillar track) uitgevonden.
Cayley bouwde een zweefvliegtuig dat zo stabiel was, dat het onbemand van een heuvel kon worden gelanceerd. 
Citaat van Cayley: "Het was een schitterend gezicht deze mooie, witte vogel majestueus van de top van de heuvel naar de vlakte te zien zweven, door de stand van het roer en door zijn eigen gewicht dalende onder een hoek van ongeveer 8 graden met de horizon".
Niet lang na zijn dood raakte zijn naam in de vergetelheid, waarom is onduidelijk. Hiermee werd ook zijn werk onvindbaar voor bijna alle luchtvaartpioniers in de tweede helft van de 19e eeuw.